# Honda Z series

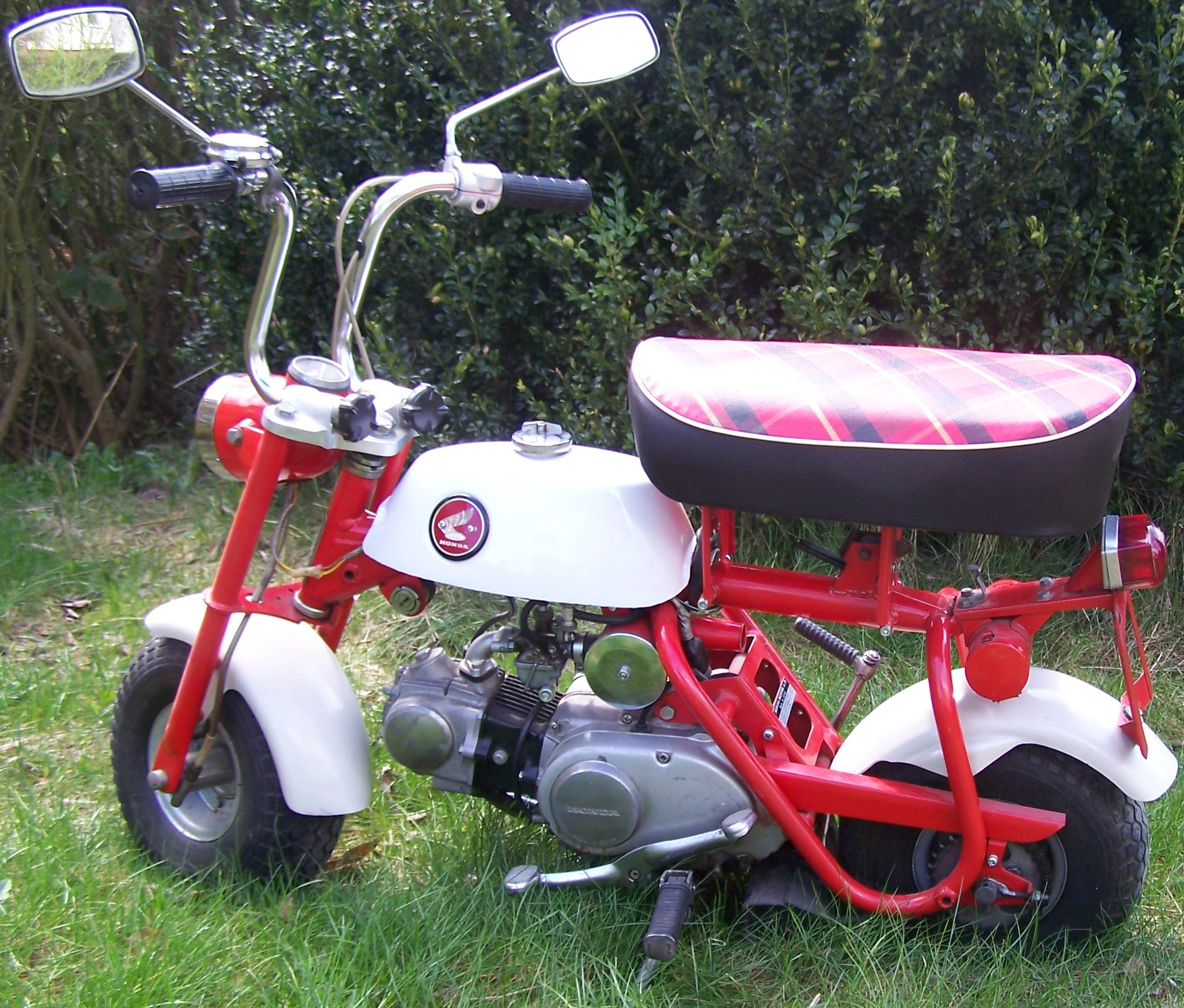
Honda Z50M

La serie Honda Z o Monkey Bike es una línea de minimotos que fue fabricada por Honda. Aunque las designaciones de modelo oficiales de Honda son típicamente Z50A, Z50J, Z50M, Z50R y ZB50, comúnmente se les llama Monkey o Gorilla debido a la postura de conducción recogida a la que obliga el pequeño bastidor, que recuerda a un simio agachado. Las ventas de la motocicleta comenzaron en marzo de 1964 con el modelo Z50M y la producción terminó en 2017.

## Características

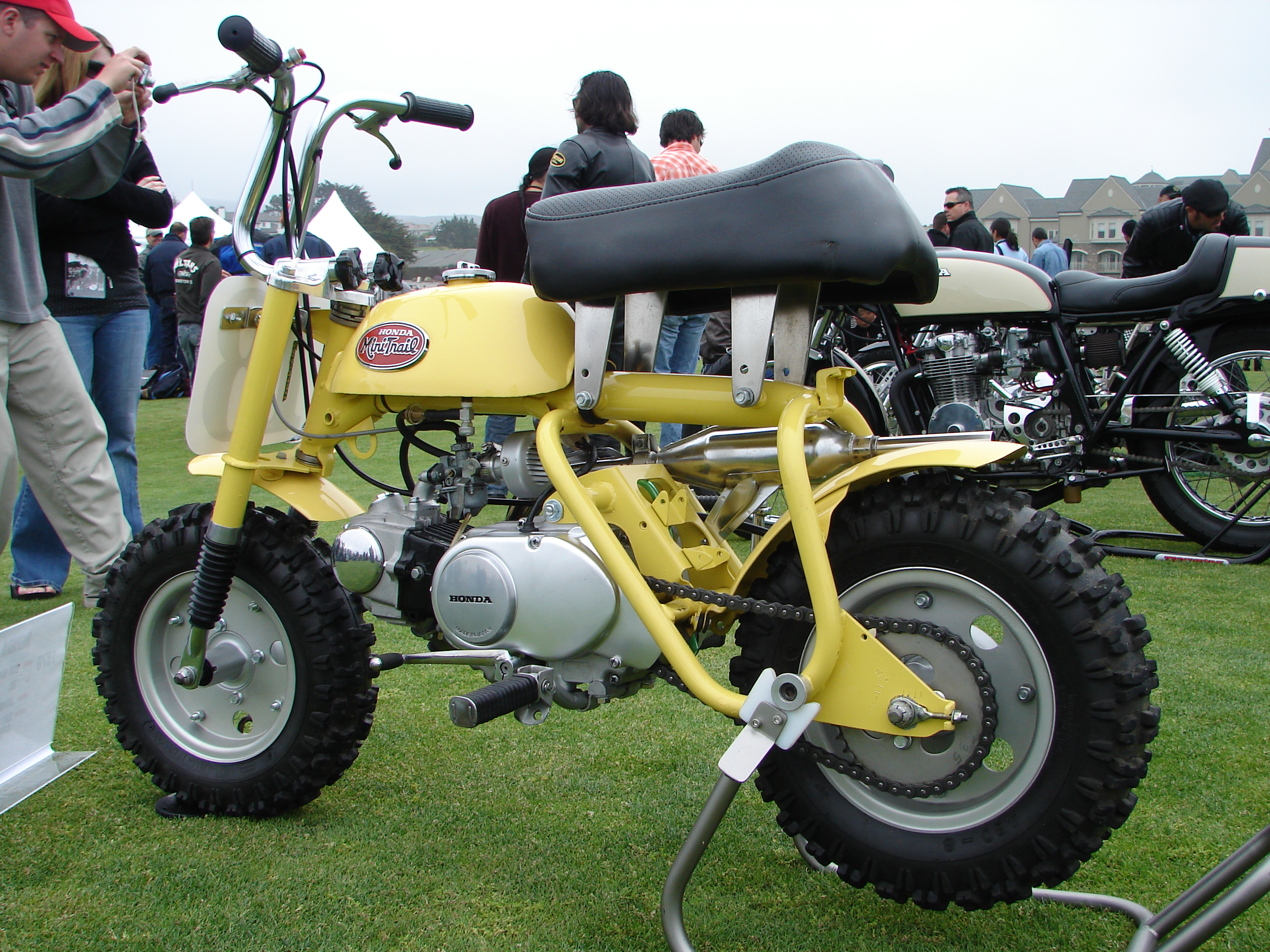
Honda Z50 Mini Trail

La mayoría de las motocicletas de la serie Z son pequeñas, livianas y plegables, diseñadas para el día a día y la facilidad de transporte. Tienen motores de cuatro tiempos de 50 cc (3,1 cu in) con árbol de levas en cabeza. Algunos modelos tienen un embrague centrífugo y una palanca de cambio de pie de tres velocidades estándar, lo que la convierte en una transmisión semiautomática, mientras que otros tienen un embrague manual convencional y una caja de cambios de tres o cuatro velocidades.
El modelo original de la serie Honda Z se produjo inicialmente para ser utilizada por los niños en un parque de atracciones japonés, pero finalmente se refinó y pasó a la producción en serie, llegando al mercado europeo en 1967. 
Desde entonces, Honda ha producido una amplia variedad de minimotos de la serie Z, con actualizaciones anuales de modelos aún vigentes. A partir de 2008, el conocido motor de 50 cc se adaptó y equipó con un kit de inyección en lugar de un carburador. Hoy en día, se fabrican en China versiones de réplica más baratas de esta motocicleta.
Monkey bike es el nombre que Honda le da a una de sus motocicletas pequeñas y de baja potencia introducidas en la década de 1960. La primera Honda Monkey fue la Z100 de 1961. Los modelos posteriores fueron designados Z50, como las Z50A (EE. UU.), J, M, R (EE. UU.) y Z.
Todos estos vehículos tenían 4,5 caballos (4,6 CV), 49 centímetros cúbicos (0,05 L), un solo cilindro horizontal, motor de cuatro tiempos y una altura del asiento inferior a 22 plg (558,8 mm) . Las primeras bicicletas Monkey no tenían suspensión, pero pronto se agregaron las horquillas delanteras. En 1974, cuando se introdujo la Z50J (EE.UU. 1972 Z50AK3), también se había agregado suspensión en la parte trasera. Las primeras motocicletas Monkey tenían ruedas de 3,5 x 5 pulgadas (8,9 x 12,7 cm), pero los modelos posteriores las tenían de 3,5 x 8 pulgadas (8,9 x 20,3 cm).
Las primeras Mini Trail de la serie Z siguen siendo muy populares, décadas después del final de su producción, y a menudo se venden por varias veces su precio original. Las piezas de renovación y actualización están disponibles en numerosas fuentes y proveedores.
La baja potencia del motor de 49 cc utilizado en las Mini Trail y Super Cub ha dado como resultado numerosas posibilidades de actualización, incluido el reemplazo por motores horizontales Honda más grandes y nuevos.

## Final de la producción
En marzo de 2017, el presidente de Honda Motorcycle, Chiaki Kato, anunció que la serie Z50 se suspendería en agosto de 2017, debido a las nuevas y pendientes regulaciones de control de emisiones en Japón, que serían muy difíciles de cumplir para los motores de pequeña cilindrada. El modelo se retiraría con el lanzamiento de una edición especial del 50 aniversario de edición limitada, que solo estaba disponible para los consumidores japoneses. Se utilizó una lotería en línea, abierta del 21 de julio al 21 de agosto, para seleccionar a los compradores de las 500 unidades, que se vendieron por 432.000 yenes (unos 3.900 dólares), impuestos incluidos. Este modelo final del Z50 mezcló aspectos de la Z50A (1968) y de la Z50AK3 (1972) con un asiento tapizado a cuadros que duplica al de la Z50M original y la mayoría de las piezas estaban cromadas.

## Diseños similares y derivados

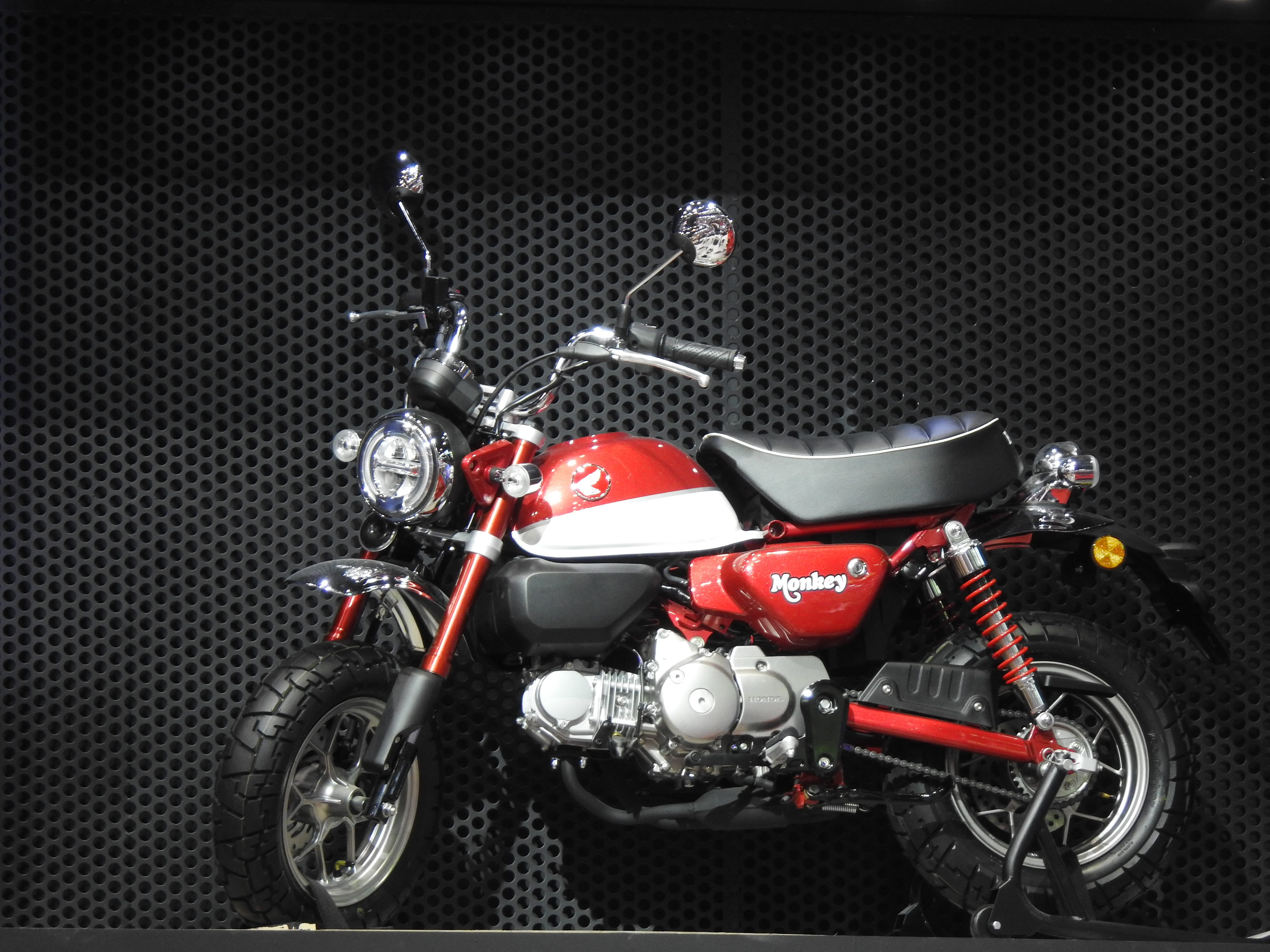
Honda Monkey 125 de 2019

Numerosas motocicletas pequeñas similares son anteriores al modelo de Honda, en particular la motocicleta Welbike de la Segunda Guerra Mundial, utilizada por los paracaidistas, y en las décadas de 1950 y 1960 se produjo un número limitado de minimotos impulsadas por el motor de una cortadora de césped o por motores de motosierra reutilizados. Este tipo de diseño no se volvió común ni popular hasta la introducción de la serie Z, producida en masa.
El modelo Honda Dax (la serie ST en el mercado norteamericano) generalmente no se considera una minimoto, sino más bien una variante más grande de dos asientos, con ruedas de 10 pulgadas (25,4 cm) y generalmente un motor más grande. Los modelos Dax tienen un bastidor de chapa metálica estampada monocasco, similar al de algunas las primeras motocicletas Honda. El cuadro también alberga el depósito de combustible, la batería y el cableado.
Si bien Honda ha finalizado la producción, hay varias motocicletas todoterreno similares que se están produciendo en China; algunas utilizan piezas compatibles con las originales de Honda.
En 2018, Honda presentó la Honda Monkey (modelo para el año 2019). Aunque en realidad se basa en la Honda Grom, el nombre del modelo, el estilo y el esquema de pintura se inspiran directamente en la primera serie Z.